# Fjärdgrund, Kyrkslätt
Fjärdgrund är en ö i Finland. Den ligger i Finska viken och i kommunen Kyrkslätt i den ekonomiska regionen  Helsingfors i landskapet Nyland, i den södra delen av landet. Ön ligger omkring 41 kilometer sydväst om Helsingfors.
Öns area är 0,9 hektar och dess största längd är 150 meter i sydväst-nordöstlig riktning.